# Campionato mondiale femminile di pallavolo 1956
Il campionato mondiale femminile di pallavolo 1956 si è svolto dal 30 agosto al 12 settembre 1956 a Parigi, in Francia: al torneo hanno partecipato diciassette squadre nazionali e la vittoria finale è andata per la seconda volta consecutiva all'URSS.

## Squadre partecipanti
| - Austria - Belgio - Brasile - Bulgaria - Cecoslovacchia | - Cina - Corea del Nord - Francia - Germania Est - Germania Ovest | - Israele - Lussemburgo - Paesi Bassi - Polonia - Romania | - Stati Uniti - Unione Sovietica |

## Gironi
| Girone A                                         | Girone B                            | Girone C                          | Girone D                      | Girone E                       |
| ------------------------------------------------ | ----------------------------------- | --------------------------------- | ----------------------------- | ------------------------------ |
| Israele Lussemburgo Stati Uniti Unione Sovietica | Austria Cina Germania Ovest Polonia | Belgio Cecoslovacchia Paesi Bassi | Bulgaria Francia Germania Est | Brasile Corea del Nord Romania |

## Classifica finale
| Classifica | Squadre          |
| ---------- | ---------------- |
|            | Unione Sovietica |
|            | Romania          |
|            | Polonia          |
| 4          | Cecoslovacchia   |
| 5          | Bulgaria         |
| 6          | Cina             |
| 7          | Germania Est     |
| 8          | Corea del Nord   |
| 9          | Stati Uniti      |
| 10         | Paesi Bassi      |
| 11         | Brasile          |
| 12         | Francia          |
| 13         | Belgio           |
| 14         | Israele          |
| 15         | Austria          |
| 16         | Germania Ovest   |
| 17         | Lussemburgo      |